# Stromboidea
Stromboidea Rafinesque, 1815 è una superfamiglia di molluschi gasteropodi della sottoclasse Caenogastropoda.

## Descrizione
Le conchiglie degli stromboidi hanno la cosiddetta forma “fusiforme” cioè con un contorno bi-conico, una guglia piuttosto lunga e l'apertura generalmente laterale piuttosto che anteriore-terminale come quelle di gran parte dei caenogastropodi. Tutti i membri della Stromboidea mostrano un labbro esterno del guscio completamente sviluppato che spesso è espanso in modo complesso a forma di ala o può estendersi con speciali sculture, proiezioni simili a dita o spine. Questo carattere è considerato apomorfo.
Un carattere significativo è costituito dalla presenza di una tacca tentacolare nel labbro esterno. Questa si trova a destra della tacca sifonale dell'apertura del guscio. Questa tacca è usata dall'animale per estendere il tentacolo cefalico destro sotto la protezione del guscio.
Il nucleo opercolare terminale è considerato apomorfo a causa della sua posizione rispetto a quella più centrale che si trova nella maggior parte dei caenogastropodi.
L'ontogenesi comprende principalmente una larva veliger planctotrofica. Il giovane si schiude con il guscio embrionale con un'apertura arrotondata. Il guscio larvale ha un labbro esterno sinuoso e la sua forma può cambiare prima della metamorfosi. La protoconca è a forma di botte conica, costituito da diverse spirali e cresce fino a una dimensione di circa 1 mm e oltre. La transizione alla teleoconca è spesso indistinta senza un'apertura marginale ispessita. Dopo la metamorfosi, non solo la forma del guscio e l'ornamento cambiano, ma l'ornamento del primo teleoconco può essere impresso sull'ultima parte sottile del guscio larvale da sotto di esso. Nell'adulto la funzione dell'opercolo può cambiare da formare una chiusura protettiva dell'apertura a un aiuto nella locomozione.
Gli stromboidi sono esclusivamente marini e la maggior parte delle specie vive in acque poco profonde e ben illuminate.

## Tassonomia

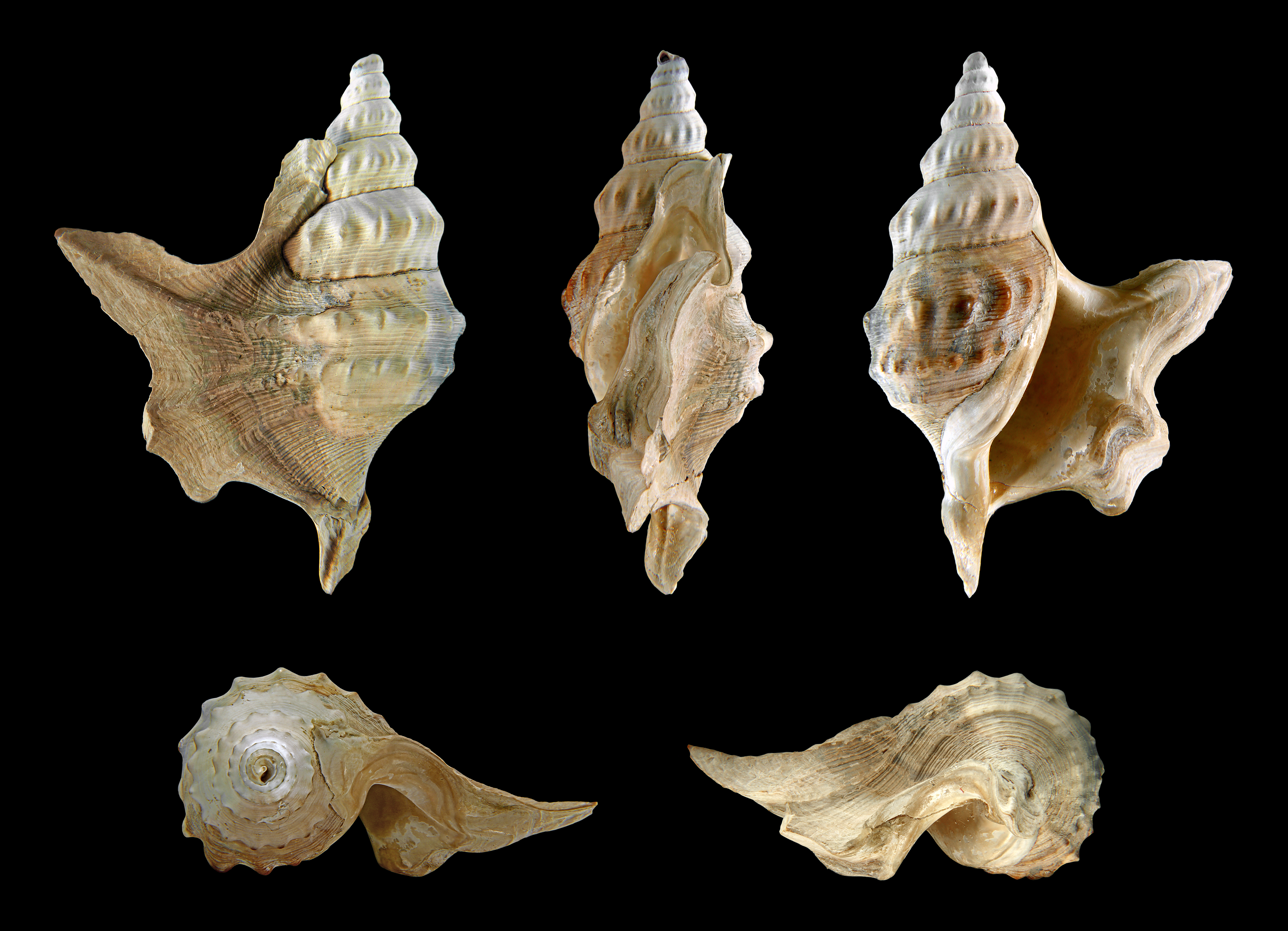
Aporrhais pespelecani (Aporrhaidae)

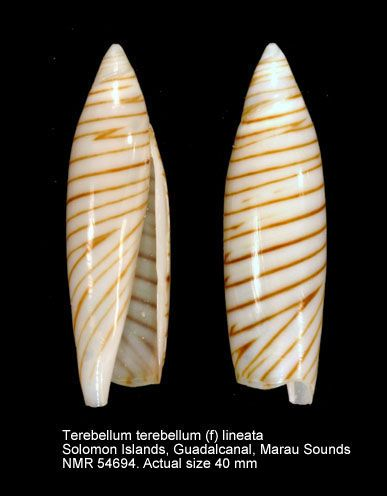
Terebellum terebellum (Seraphsidae)

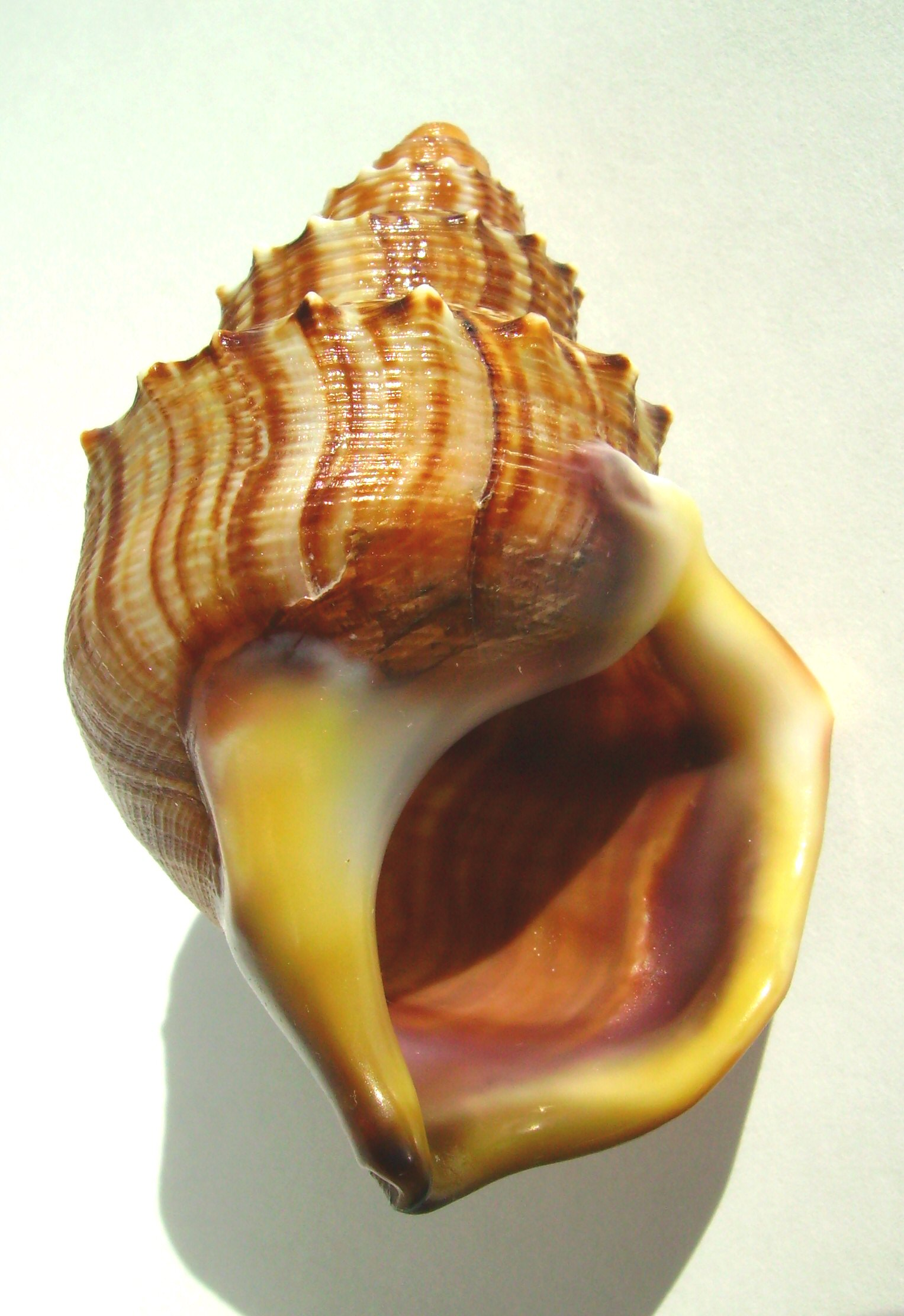
Struthiolaria papulosa (Struthiolariidae)

La superfamiglia comprende undici famiglie di cui cinque estinte:
- Famiglia Aporrhaidae Gray, 1850
- Famiglia †Colombellinidae P. Fischer, 1884
- Famiglia †Dilatilabridae Bandel, 2007
- Famiglia †Hippochrenidae Bandel, 2007
- Famiglia †Pereiraeidae Bandel, 2007
- Famiglia Rostellariidae Gabb, 1868
- Famiglia Seraphsidae gray, 1853
- Famiglia Strombidae Rafinesque, 1815
- Famiglia Struthiolariidae Gabb, 1868
- Famiglia †Thersiteidae Savornin, 1915
- Famiglia Xenophoridae Troschel, 1852 (1840)